# 布郎高毕
布郎高毕，又称「布郎高壁」，位于中国内蒙古自治区锡林郭勒盟苏尼特右旗赛汉乌力吉苏木东北的一个湖泊。其位置约为东经113°54′,北纬42°53′。湖面海拔1020米，面积约2平方公里，是咸水湖。布郎高毕来自蒙古语，是戈壁滩的角落的意思。